# Mięsień ES8
Mięsień ES8, mięsień 65 – mięsień występujący w prosomie skorpionów.
Wchodzi w skład mięśni endoszkieletu prosomy. Jego początkowa część przyczepiona jest do tylnego grzbietowego wyrostka endosternitu, razem z ES9. Przebiega grzbietowo-środkowo, przechodząc grzbietowo przez diafragmę. Miejscem przyczepu jego części końcowej jest przednio-środkowa powierzchnia pierwszego tergitu i tych z pozostałych tergitów, które wyglądem przypominają sigilla.
Może nawiązywać do grzbietowego suspensora ósmego segmentu zagębowego.